# Quarteron (Zählmaß)
Quarteron (verwandt mit lateinisch quartus, „der Vierte“) war ein belgisches Zählmaß. Es wurde auch als Viertel bezeichnet, wenn es für ein Schweizer Volumenmaß stand oder ein kleineres Gewichtsmaß in Frankreich bedeutete.
In der Goldschlägerei entsprach das Zähl- und Stückmaß
- 1 Quarteron = 25 Stück

sonst galt
- 1 Quarteron = 26 Stück